# La Panthère rose (sculpture)
Pour les articles homonymes, voir La Panthère rose et Panthère rose.
La Panthère rose, de Miquel Navarro, dénommée populairement Pantera rosa et officiellement connue sous le nom de Font Pública (en français : Fontaine publique), est une œuvre monumentale d'art public de la ville de Valence, en Espagne.

## Présentation
Il s'agit d'un monument situé a l'extrême sud du carrer Filipines (rue Filipines), de la ville de Valence.
La sculpture, érigée en 1984, est l'œuvre de l'architecte valencien Miquel Navarro.